# Schizo Deluxe
Schizo Deluxe és l'onzè àlbum d'estudi del grup de thrash metal canadenc Annihilator, publicat l'any 2005.
El guitarrista Jeff Waters se'n cuida de tocar les dues guitarres i el baix, Dave Padden de les veus i Tony Chappelle de la bateria. Tot i això, i recordant l'època de Waters com a cantant d'Annihilator, i com ja havia fet prèviament en una cançó de l'anterior àlbum (All For You), Waters també canta en un dels deu temes que formen l'àlbum, Too Far Gone. Totes les cançons del disc estan compostes per Waters, excepte la cançó Pride, composta per Waters i Padden.
Schizo Deluxe es pot definir com un àlbum estrictament de thrash metal. Com el mateix Waters va declarar Schizo Deluxe és un àlbum 100% thrash metal, amb continus riffs de guitarra, solos i sense cap balada.

## Cançons
1. "Maximum Satan" – 4:36
2. "Drive" – 4:58
3. "Warbird" – 4:41
4. "Plasma Zombies" – 4:45
5. "Invite It" – 4:57
6. "Like Father, Like Gun" – 4:19
7. "Pride" – 4:56
8. "Too Far Gone" – 4:23
9. "Clare" – 6:46
10. "Something Witchy" – 5:22
11. "Weapon X"*
12. "I am in Command"*
13. "Annihilator"*

*Bonus tracks
La cançó Annihilator apareguda com a bonus track, és una cançó diferent de la cançó Annihilator apareguda a l'àlbum d'Annihilator King of the Kill de l'any 1994. Com va comentar Waters és la primera cançó que el grup va gravar l'any 1985.

## Crèdits
- Jeff Waters - Guitarrista, baixista i cantant a la cançó Too Far Gone
- Dave Padden - Cantant
- Tony Chappelle - Bateria
- Sean Brophy, Tony Chappelle and Dan Beehler - Veus secundàries a "Maximum Satan", "Warbird", "Like Father, Like Gun" i "Clare"
- Dan Beehler - Crit al final de "Pride"
- Verena Baumgardt and Kathy Waters - Veus secundàries a "Invite It"
- Altan (de Paris) Zia - Veus finals a "Something Witchy"